# Skillet (альбом)
| Оценки критиков     | Оценки критиков |
| Источник            | Оценка          |
| ------------------- | --------------- |
| Allmusic            | [ 1 ]           |
| Jesus Freak Hideout | [ 2 ]           |

Skillet — дебютный студийный альбом одноимённой христианской рок-группы, выпущенный в 1996 году на CD и аудиокассетах. Альбом был записан в жанрах гранж и альтернативный метал.

## Список композиций
| №                   | Название            | Длительность |
| ------------------- | ------------------- | ------------ |
| 1.                  | «I Can»             | 4:18         |
| 2.                  | «Gasoline»          | 4:02         |
| 3.                  | «Saturn»            | 5:10         |
| 4.                  | «My Beautiful Robe» | 3:39         |
| 5.                  | «Promise Blender»   | 3:56         |
| 6.                  | «Paint»             | 3:21         |
| 7.                  | «Safe with You»     | 3:49         |
| 8.                  | «You Thought»       | 3:41         |
| 9.                  | «Boundaries»        | 4:06         |
| 10.                 | «Splinter»          | 2:41         |
| Общая длительность: | Общая длительность: | 38:37        |

## Участники записи
- Джон Купер — вокал, бас-гитара, пианино
- Трей МакКларкин — барабаны, бэк-вокал
- Кен Стерт — гитара, бэк-вокал

## Видеоклипы
Видеоклипы были сняты по следующим песням:
- I Can
- Gasoline
- Saturn